# Puccinellia koeieana
Puccinellia koeieana är en gräsart som beskrevs av Aleksandre Melderis. Puccinellia koeieana ingår i släktet saltgrässläktet, och familjen gräs. Inga underarter finns listade i Catalogue of Life.